# Eurythrips tarsalis
Eurythrips tarsalis är en insektsart som beskrevs av Ian A. Hood 1925. Eurythrips tarsalis ingår i släktet Eurythrips och familjen rörtripsar. Inga underarter finns listade i Catalogue of Life.